# Керамика Дзёмона
Керамика Дзёмона (яп. 縄文式土器 дзё:мон-сики Доки) — глиняная посуда, сделанная в период Дзёмон в Японии от Окинавы до Хоккайдо. Термин «Дзёмон» означает «верёвочный орнамент». До этого периода в Японии отсутствовали керамические изделия, так что керамика Дзёмона является древнейшей японской керамикой. В 1937 году японский археолог Яманоути Сугао выделил пять основных классов керамических изделий, относящихся к этому историческому периоду. В настоящее время рассматривается около 50 типов керамики этой эпохи. Самые ранние образцы японской керамики датируют 15—12 тысячелетиеми до н. э. Найденные образцы древней японской посуды из обожжёной глины считаются одними из первых образцами керамической посуды в мире.

## Изготовление и применение
Керамическая посуда изготавливалась из глины, подвергшейся обжигу в специальных ямах при температуре 600-800 градусов. В начале периода Дзёмон на посуду наносились вертикальные узоры с помощью нитей растительного волокна, которые накладывались на сырую глину. Затем волокна стали наносить горизонтально в виде ёлочки, в среднем Дзёмоне волокна наносились в виде диагонального узора, в позднем Дзёмоне в виде геометрического узора с разнонаправленным расположением верёвочных отпечатков. Узор наносился либо в результате вращения верёвки вокруг сосуда, либо с помощью бамбуковой палки или пальца.
Глиняная посуда периода Дзёмон использовалась для варки пищи, а также для хранения пищевых запасов и воды.